# Noorse School
De Noorse School is een stroming binnen de meteorologie, die de basis vormt voor de moderne visie op de meteorologie.
De school werd gesticht door de Noorse meteoroloog Vilhelm Bjerknes en zijn jongere medewerkers, in de Noorse stad Bergen. De school wordt daarom ook wel de Bergense school genoemd. 
De methodes van deze school proberen de bewegingen in de atmosfeer wiskundig te beschrijven, rekening houdend met de hydrodynamische en thermodynamische eigenschappen van de lucht. Sommige van deze zijn ontdekt en verklaard door Bjerknes. Door systematische analyse van gegevens wordt weersvoorspelling mogelijk.
De belangrijkste verwezenlijking van de Noorse School was waarschijnlijk het creëren van enkele conceptuele modellen van meteorologische verschijnselen. Zo publiceerde Jack Bjerknes in 1918 zijn depressiemodel. Daarbij beschreef hij hoe warme lucht over een koude luchtmassa heen glijdt of hoe een koude luchtmassa soms onder warme lucht "kruipt". De conceptuele modellen warmtefront en koufront waren geboren. 
Een jaar later voegde Bergeron er nog een derde front aan toe: de occlusie. 
Solberg stelde in 1920 zijn model van depressiefamilies voor. Hij concludeerde dat de ontmoeting tussen polaire lucht en tropische lucht ergens rond de gematigde breedten plaatsvond. Dit is het polaire front en hier ontstaan en ontwikkelen de meeste depressies.
Tegenwoordig ervaren meteorologen dat de conceptuele modellen van de Noorse school niet meer voldoen om alle meteorologische verschijnselen te beschrijven. Er werden nieuwe conceptuele modellen ontwikkeld, vooral in een samenwerking tussen enkele Europese weerinstituten: het Oostenrijkse ZAMG, het Nederlandse KNMI, het Finse FMI en het Europese EUMETSAT. Meermaals per dag kan men een analyse vinden van het Europese weer met behulp van conceptuele modellen op Satrep. Verder is er ook een manual te vinden met uitleg over de conceptuele modellen.